# Онлайн оценяване
Онлайн оценяване е измерване и оценяване на постиженията на обучаеми посредством различните начини и средства, които предлагат мрежовите технологии, като например интранет или Интернет.
Принципите за ефективно оценяване на обучаемите при традиционното преподаване могат да бъдат приложени и при онлайн оценяването. Това включва централната роля на обучаемия при оценяването под ръководството на преподавателя, извличането на взаимни ползи за обучаемите и преподавателя относно преподаването.
Условия за ефективно онлайн оценяване са:
- курсът да бъде проектиран с ясни цели и указания;
- заданията да бъдат смислени както за контекста на учебния предмет, така и за самите обучаеми – да са свързани с решаването на житейски проблеми;
- обучаемите да имат ясна представа за това какво се очаква от тях.

## Аспекти на онлайн оценяването
- Непрекъснато оценяване по време на обучението (курса);
- Използване на различни качествени и количествени методи за оценяване;
- Използване на разнообразни средства и инструменти за оценяване;
- Осигуряване на подходящи механизми за навременна обратна връзка, както и оценяване между самите обучаеми;
- Ефикасно управление на текущото и крайно оценяване;
- Автентичност/достоверност – използване на задачи с отворен отговор, които „симулират“ житейски проблеми, както и количествени задачи;
- Сътрудничество – възможност за взаимодействие между обучаемите чрез използването на подходящи средства за комуникация;
- Достъпност на онлайн ресурсите – в рамките на курса, както и в Интернет;
- Отговорност на обучаемия – осигуряване на възможност за отговорност в рамките на оценяването.

## Основните пречки за прилагането на онлайн оценяването
- Технически – включват ограничения относно преноса на информация (скорост на Интернет връзката), хардуерни и софтуерни стандарти, нивото на техническите знания и умения на преподавателите;
- Установяване самоличността на обучаемите – съществува възможност друго лице да изпълнява заданията, възложени на даден учащ;
- Използване на чужди материали (плагиатство);
- Традициите в обучението, свързани с физическото присъствие на обучаемите и преподавателя на едно място по време на оценяване.

Днес онлайн оценяването е приложимо във все повече онлайн курсове и онлайн обучаващи се системи. С развитието на технологиите, системите за онлайн обучение и оценяване се развиват също и се прилагат в повече фирми при провеждане на техните курсове за професионално обучение например.